# Svenska småbruk och egna hem

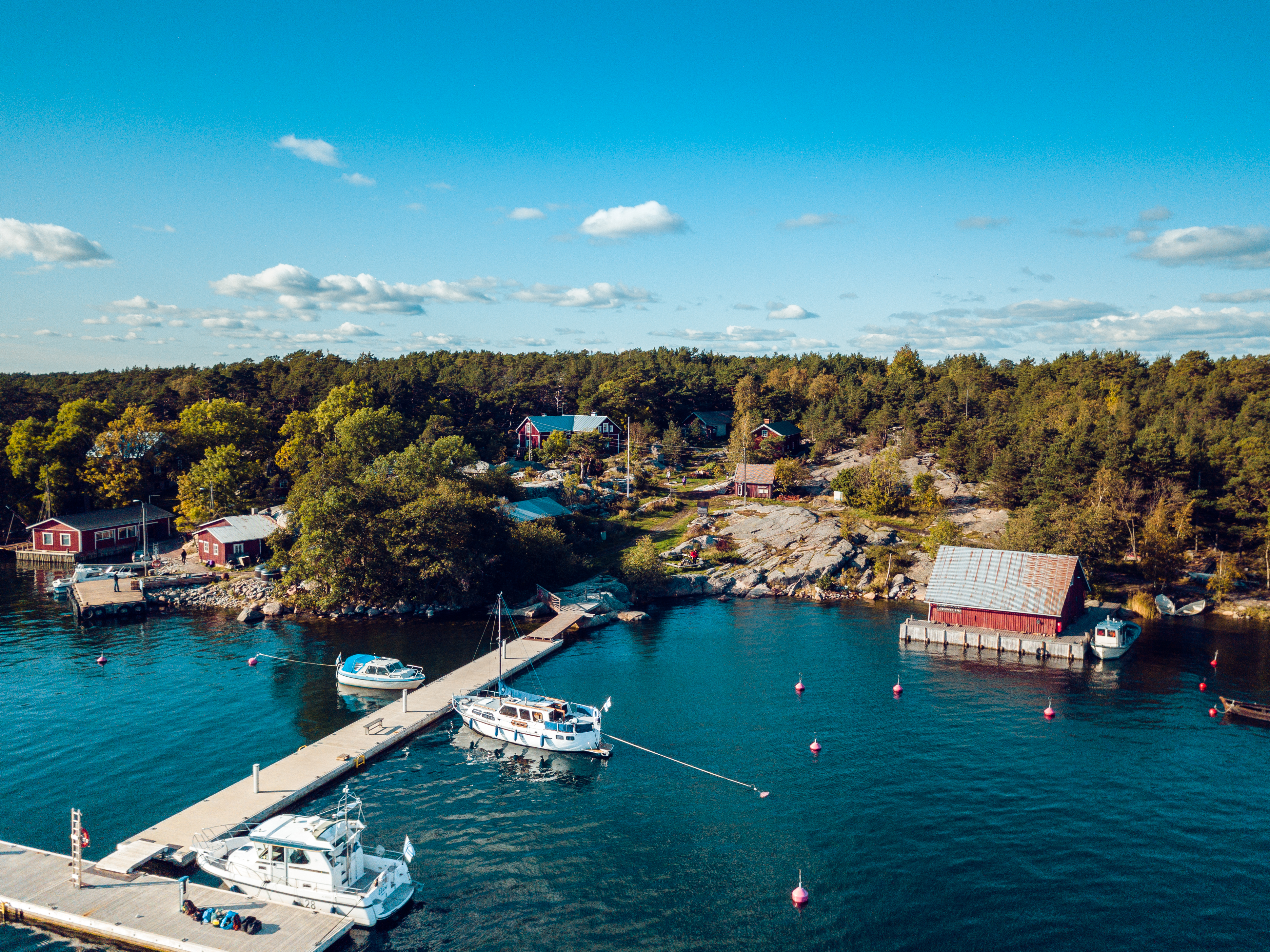
Skärgårdshemmanet Brännskär vid Kirjais, Nagu.

Aktiebolaget Svenska småbruk och egna hem grundades år 1909 av professor Edward Blomqvist. Aktiebolagets första VD var Eric von Rettig. Svenska småbruk och egna hem är ett aktiebolag som idkat handel med fastigheter i svenskbygden i Finland i 110 års tid. Bolaget äger idag (år 2020) 1 650 ha skogs- och jordbruksmark i olika delar av Nyland och Åboland. Gårdarna Margreteberg i Esbo och Westerkulla i Kyrkslätt har båda ett betydande byggnadsbestånd där hyresverksamheten är omfattande. 
Svenska småbruk och egna hem ägs till 80 % av allmännyttiga stiftelser och samfund. Största ägare i bolaget är Svenska litteratursällskapet i Finland, Stiftelsen Finlandssvenska Jordfonden sr samt Stiftelsen A.B. Svenska småbruk och egna hems undervisningsfond sr. Antalet aktieägare uppgår till över 200 stycken. 
Svenska småbruk och egna hem är starkt engagerad i utbildningsväsendet i Nyland och Åboland genom en ägarandel på 27 % i Axxell Utbildning Ab. Bolaget är delägare i Kustregionens utbildningsfastigheter Ab som äger och förvaltar utbildningsfastigheter i Karis, Ekenäs och Pargas. Svenska småbruk och egna hem är även grundande medlem i Utbildningsstiftelsen Sydväst där man är representerad i styrelsen.
Svenska småbruk och egna hem äger tillsammans med Åbolands skärgårdsstiftelse en del av ön Brännskär i den åboländska skärgården. Skärgårdshemmanet på Brännskär hyrs sedan sommaren 2011 ut åt företagare som driver verksamheten på ön.